# Sablé provençal
Polyommatus ripartii
Espèce
Le Sablé provençal (Polyommatus ripartii) est une espèce de lépidoptères (papillons) de la famille des Lycaenidae, de la sous-famille des Polyommatinae et du genre Polyommatus.

## Noms vulgaires
- En français : le Sablé provençal[1].
- En anglais : Ripart's anomalous blue[2].
- En espagnol : Velludita fimbria oscura[2].
- En polonais : Modraszek gniady[2].

## Description
L'imago du Sablé provençal est un petit papillon au dessus des ailes entièrement marron, avec une tache androconiale pelucheuse sur l'aile antérieure du mâle.
Le revers des ailes ressemble à celui des autres espèces de Sablés, avec un fond ocre orné de petits points discaux et postdiscaux noirs cernés de blanc, et une raie blanche traversant l'aile postérieure (absente dans certaines populations).

## Biologie

### Phénologie
Le Sablé provençal est univoltin et vole de fin juin à début août.
L'espèce hiverne au stade de jeune chenille.

### Plantes hôtes et myrmécophilie
Ses plantes hôtes sont des Onobrychis, notamment Onobrychis viciifolia, O. arenaria, O. saxatilis, O. alba et O. montana,.
Les chenilles sont soignées par des fourmis, notamment Crematogaster sordidula, Camponotus gestroi et Lasius alienus[réf. souhaitée].

## Distribution et biotopes
Polyommatus ripartii est présent dans le Sud de l'Europe en plusieurs aires disjointes : dans le Nord de l'Espagne (ancien taxon agenjoi en Catalogne,), dans le Sud-Est de la France, en Italie dans le Piémont (anciens taxons exuberans et susae) et en Calabre (ancien taxon galloi,), dans les Balkans (sous-espèce pelopi), dans le Sud de la Pologne et en Ukraine. 
Il est aussi présent en Turquie jusqu'à la Transcaucasie, dans le Sud en Sibérie et au Kazakhstan jusqu'à l'Altaï, et au Kirghizistan.
En France métropolitaine, il est présent dans six départements provençaux et alpins : Alpes-Maritimes,  Var, Vaucluse, Alpes-de-Haute-Provence, Isère et Drôme.

### Biotopes
Son habitat est constitué de lieux secs.

## Systématique
L'espèce actuellement appelée Polyommatus ripartii a été décrite par l'entomologiste allemand Christian Friedrich Freyer en 1830, sous le nom initial de Lycaena ripartii.
Elle était naguère appelée Agrodiaetus ripartii. 
Elle est aujourd'hui classée dans le genre Polyommatus, et dans le sous-genre Agrodiaetus pour les auteurs qui le reconnaissent. 
 Trois groupes de populations de Sablés naguère considérés comme des espèces endémiques ont été mis en synonymie avec Polyommatus ripartii en 2010, à la suite d'études chromosomiques et moléculaires. Il s'agit du Sablé calabrais (anciennement Polyommatus galloi) dans le Sud de l'Italie, du Sablé d'Agenjo (anciennement Polyommatus agenjoi) dans le Nord de l'Espagne, et de l'ancien Polyommatus exuberans dans les Alpes italiennes. 

### Synonymes
- Lycaena ripartii Freyer, 1830
- Agrodiaetus ripartii (Freyer, 1830)
- Polyommatus rippertii Boisduval, 1832
- Agrodiaetus ripartii rippertii (Boisduval, 1832)
- Agrodiaetus exuberans (Verity, 1926)
- Polyommatus exuberans (Verity, 1926)
- Agrodiaetus admetus agenjoi Forster, 1965
- Agrodiaetus agenjoi Forster, 1965
- Polyommatus agenjoi (Forster, 1965)
- Plebejus rippartii montañesa Gomez-Bustillo, 1971
- Plebejus ripartii mozuelica  Agenjo, 1973
- Agrodiaetus ripartii mozuelicus (Agenjo, 1973)
- Agrodiaetus galloi Balletto & Toso, 1979
- Polyommatus galloi (Balletto & Toso, 1979)
- Polyommatus budashkini Kolev & de Prins, 1995
- Polyommatus ripartii ramonagenjo Koçak & Kemal, 2001
- Agrodiaetus ripartii sarkani Lukhtanov & Dantchenko, 2002
- Agrodiaetus ripartii susae Bertaccini, 2003

### Sous-espèces
Plusieurs sous-espèces sont reconnues (d'autres ont été mises en synonymie) :
- Polyommatus ripartii ripartii (Freyer, 1830)
- Polyommatus ripartii paralcestis (Forster, 1960) — en Transcaucasie.
- Polyommatus ripartii pelopi (Brown, 1976) — dans les Balkans.
- Polyommatus ripartii tengritaghicus Koçak & Kemal, 2001 — au Kazakhstan.
- Polyommatus ripartii colemani (Lukhtanov & Dantchenko, 2002) — au Kazakhstan.
- Polyommatus ripartii ovchinnikovi (Lukhtanov & Dantchenko, 2002) — dans l'Altaï.
- Polyommatus ripartii kosarevi Korb, 2013 — au Kirghizistan.

## Protection
En Pologne, le Sablé provençal est sur la liste rouge avec le statut CR.
En France, l'espèce n'est pas réglementée .